# Baputa dichroa
Baputa dichroa är en fjärilsart som beskrevs av Kirsch 1877. Baputa dichroa ingår i släktet Baputa och familjen nattflyn. Inga underarter finns listade i Catalogue of Life.